# Samuel Powhatan Carter
Pour les articles homonymes, voir Carter.
Samuel Powhatan Carter (né le 6 août 1819 à Elizabethton, État du Tennessee et décédé le 26 mai 1891) est un Major général de l'Union. Il est enterré à Washington (district de Columbia).

## Avant la guerre
Le véritable prénom de Samuel Powhatan Carter est Perry. Il étudie à l'académie de Duffied avant l'aller à l'université de Washington en Virginie. Il étudie ensuite à l'université du New Jersey.
Samuel Powhatan Carter entre dans la marine en tant qu'enseigne (midshipman) le 14 février 1840. Il sert alors dans le Pacifique et dans la zone des Grands Lacs. Il rentre à l'académie navale à Annapolis au Maryland et est diplômé en 1846. Pendant la guerre américano-mexicaine, il participe aux combats à bord de l'USS Ohio et voit la chute de Vera Cruz.
Il retourne à l'académie navale en tant qu’assistant instructeur en mathématiques.
Il devient capitaine d'un navire le 12 septembre 1854 et est promu lieutenant le 18 avril 1855.

## Guerre de Sécession
Au début du conflit, Samuel Powhatan Carter est professeur à l'académie navale. Bien qu'originaire de l'État du Tennessee, il reste fidèle à l'Union. Le sénateur Andrew Johnson s'arrange alors pour l'envoyer au Tennessee pour organiser et entraîner des volontaires. Samuel Powhatan Carter est alors nommé brigadier général des volontaires le 1er mai 1862. Il commande une brigade à la bataille de Mill Springs composée du 12th Kentucky et des 1st et 2nd East Tennessee. Les pertes de sa brigade lors de la bataille furent très faible. Un des soldats a dit : « Nous avons poussé un cri, et vous auriez dû voir les sudistes jeter leur arme à terre et courir. »
Il est promu lieutenant commander le 16 juillet 1862.
En 1863, il commande la division de cavalerie du XXIII corps. Il participe aux batailles de Holston, de Carter's Station, de Jonesville. Les victoires qu'il a obtenues lors de ces batailles permettent de réduire la pression sur les troupes du major général William Rosecrans lors de la bataille de Murfreesboro. Il participe à la campagne de Knoxville. Entre le 26 avril 1863 et le 12 mai 1863, il commande la 4th division du IX corps lors de l'expédition à Monticello au Kentucky contre le major général confédéré Dabney Maury.
Il commande la cavalerie de l'Union à la bataille de Kinston en Caroline du Nord. Il est breveté major général des volontaires le 13 mars 1865 pour bravoure et services méritants lors de la guerre. Il quitte le service actif des volontaires le 15 janvier 1866.

## Après la guerre
Samuel Powhatan Carter retourne dans l'US Navy et est nommé commander le 25 juin 1865. Il est promu captain le 28 octobre 1870.  Il commande l'USS Monocacy dans le Pacifique. 

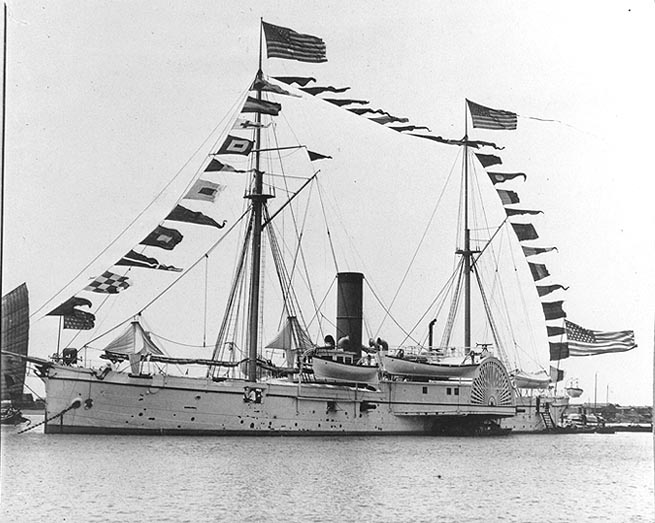
USS Monocacy en 1864.

Il est promu contre amiral le 13 novembre 1878. Il part en retraite le 6 août 1881 et est nommé au rang de contre amiral (deux étoiles) en retraite le 16 mai 1882.
Il est le seul natif du Tennessee à avoir atteint les grades de généraux de l'armée et d'amiral de la marine.